# Sentinelci
Sentinelci (též Sentinelové) jsou domorodci, žijící na ostrově Severní Sentinel na Andamanech v Indii. Brání se kontaktu s okolním světem, takže jsou jedni z posledních lidí na světě nedotčených moderní civilizací. Vůči všem cizincům jsou agresivní. Mluví neklasifikovaným jazykem zvaným sentinelština. Živí se lovem, rybářstvím a sběrem divokých plodů. Patrně neumí rozdělat oheň. Indická vláda zakazuje vstup na ostrov a Sentinelcům nechává úplnou svobodu.

## Populace
Přesný počet Sentinelců není znám. Odhady se pohybují od méně než 40, přes 250 až k 500. 
V roce 2001 indická vláda zaznamenala 39 jedinců (21 mužů a 18 žen). Nicméně tento průzkum byl proveden na dálku a téměř jistě nepředstavuje přesný údaj počtu obyvatel, kteří žijí po celém ostrově. V roce 2011 sčítání lidu Indie zaznamenalo pouhých 15 jedinců (12 mužů a 3 ženy). Jakýkoli střednědobý či dlouhodobý vliv na Sentinelskou populaci vyplývající ze zemětřesení nebo tsunami není znám.

## Charakteristika
Sentinelci jsou zřejmě Negritové, kteří se kromě Andaman vyskytují například na Filipínách. Jsou tedy menší postavy, tmavé kůže a mají kudrnaté vlasy.
Výzkumník Heinrich Harrer pozoroval jednoho Sentinelce a tvrdí, že byl asi 1,6 metrů vysoký a byl to levák.

## Smrt misionáře
V listopadu 2018 byl americký misionář John Allen Chau zabit Sentinelci poté, co se je snažil obrátit na křesťanskou víru.